# Echeandia echeandioides
Echeandia echeandioides là một loài thực vật có hoa trong họ Măng tây. Loài này được (Schltdl.) Cruden mô tả khoa học đầu tiên năm 1993.